# Les guitares jouent
Albums de Johnny Hallyday
D'où viens-tu Johnny ? (33 tours 25cm)
(1963) Le Pénitencier (33 tours 25cm)
(1964)
Les guitares jouent est le 10e 33 tours 25 cm - le 7e chez Philips - de Johnny Hallyday, accompagné par Joey and The Showmen il sort le 27 février 1964.
Référence originale : B76584

## Titres
Les huit titres de cet album sont :
| 1. | Les guitares jouent (Surfin'Hootenanny)                  | Georges Aber (adaptation) | L. Hazlewood                                          |  |
| 2. | Bonne chance                                             | Charles Aznavour          | Georges Garvarentz                                    |  |
| 3. | Quand je l'ai vue devant moi (I Saw Her Standing There)  | Ralph Bernet (adaptation) | John Lennon, Paul Mc Cartney                          |  |
| 4. | Excuse-moi partenaire (Cuttin' In)                       | Ralph Bernet (adaptation) | Johnny Watson                                         |  |
| 5. | Je t'écris souvent                                       | Jean-Jacques Debout       | Jean-Jacques Debout                                   |  |
| 6. | Dis-lui que j'en rêve (Jailer Bring Me Water)            | Georges Aber (adaptation) | B. Darrin                                             |  |
| 7. | J'abandonne mes amours (Packin'up)                       | Ralph Bernet (adaptation) | Margie Singleton, Bill Smith                          |  |
| 8. | Tu n'as rien de tout ça ((You're the) Devil in Disguise) | Ralph Bernet (adaptation) | Bernie Baum (en), Bill Giant (en), Florence Kaye (en) |  |